# Lichtaert
Cet article concerne la commune belge. Pour village néerlandais, voir Lichtaard.
Lichtaert (en néerlandais : Lichtaart) est un village et section de la commune belge néerlandophone de Kasterlee située en Région flamande dans la province d'Anvers. C'était une commune à part entière avant la fusion des communes de 1977. Le village est situé en Campine anversoise et est surtout connu pour son parc d'attractions Bobbejaanland crée par le chanteur Bobbejaan Schoepen.

## Démographie

### Évolution démographique
- Sources : INS, Rem. : 1831 jusqu'en 1970 = recensements, 1976 = nombre d'habitants au 31 décembre[2].

## Population et société

### Personnalités liées au village
- Bobbejaan Schoepen
- Frans Depeuter (nl)

## Culture et patrimoine

### Lieux et monuments
- Le parc d'attractions de Bobbejaanland.